# Afgooye

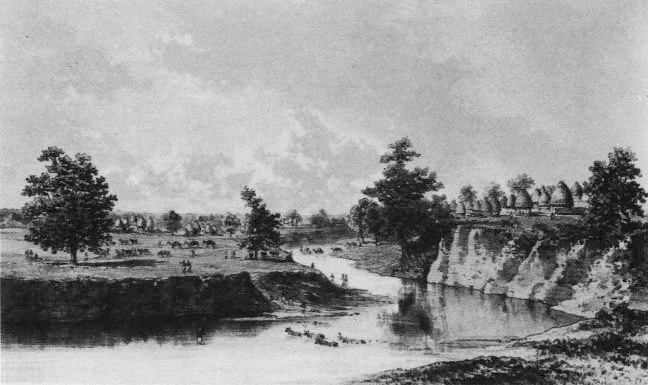
Jordbruk vid Afgooye, 1856

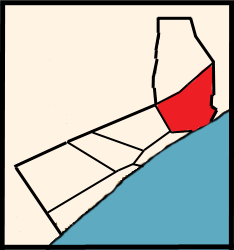
Distriktet Afgooye (rött) i regionen Shabeellaha Hoose

Afgooye (somaliska: Afgooye, arabiska: أفجويي; Även Afgoye) är en stad i södra Somalia. Den ligger i vid floden Shabeelle, nordväst om huvudstaden Mogadishu, i regionen Shabeellaha Hoose. Staden har ungefär 79 400 invånare.
Staden var vid slutet av 1600-talet sultanatet Geledi-Digils (bestående av folkgruppen rahanweyn) huvudstad.
Afgooye är också namnet på ett av sju administrativa distrikt i Shabeellaha Hoose, med totalt omkring 135 000 invånare.